# Рајчин Судић
Рајчин Судић (умро после 1360) је био српски свештеник који је средином 14. века саставио запис. Запис Рајчина Судића први је од три српска средњовековна записа насталих у тамници.

## Биографија
Рајчин Судић је, заједно са Кијевцем, лажно оптужен за неверу због чега се пет месеци налази у тамници. Утамничио га је кесар Војихна који не налази доказ његове кривице (белег) на основу кога би могао да му пресуди по скраћеном поступку (удавом) већ га у оковима држи пет месеци. Запис Рајчина Судића више пута је коментарисан. То су учинили Ђорђе Радојичић, Миливоје Башић, Ђорђе Трифуновић, Александар Соловјев, Раде Михаљчић. Поред овог су сачувана још два записа из српских средњовековних тамница. Први је запис попа Николе кога је у Кознику (код Александровца) утамничио кнез Лазар, а други је запис Врсана Косарића који је затворен у тамници Благаја код Мостара у 15. веку.
Сам рукопис налазио се у Народној библиотеци Србије под бројем 104, све до 6. априла 1941. године када је, као и многи други, изгорео. Имао је 296 листова од пергамента. Време његовог настанка датује се око половине 14. века. Није сачуван цео, недостају почетак, неколико листова из средине и крај.
Спомињање Мајке Божије Косенице упућује на Богородичину икону која се налази у манастиру Косеница у области Драме. Култ ове чудотворне иконе слави се у манастиру Косеница на Велику Госпојину 15. августа. Према Владимиру Петковићу, Косеницу је подигао краљ Милутин, а основао игуман Герман. Није познато када је и зашто краљ Милутин подигао Косеницу. Могуће је да је то због тога што је у Драми сахрањена његова ташта, царица Ирина (1316). Она је била жена византијског цара Андроника II и Симонидина мајка. Умрла је 1316. године те се изградња манастира ставља у период од 1316. до 1321. године. Судић говори о кесару који влада у овим крајевима средином 14. века. То је свакако кесар Војихна.
Војихна се у литератури најчешће помиње као отац прве српске књижевнице Јефимије и таст деспота Угљеше. У повељи Хиландару, Душан га назива братучедом што би указивало да су њихови очеви били браћа. Ђорђе Радојчић сматра да је Војихна био син Урошице тј. унук краља Драгутина. Пурковић га сматра за сина Константина, брата Стефана Дечанског. Међутим, Војихна се помиње у једном документу из 1323. године као присталица Владислава II у рату са Дечанским. То је још један доказ да је Војихна унук Драгутина. Војихнино име се 1348. године помиње у пратњи цара Душана и Јелене при посети Светој Гори и Хиландару (поклонио је Хиландару село Потолино). Не може се утврдити време када је Војихна добио титулу кесара, али је то било пре 1350—1. године. По рангу је био иза кесара Гргура. Војихна је владао у области Драме, најисточнијег дела Српског царства. Нису сачуване његове повеље из периода владавине. Имао је само једно дете — Јефимију (Јелену). После Душанове смрти, Војихна је био потчињен царици Јелени, господарици Серске области. Признавао је и власт њеног сина Уроша. Умро је после 1358, а пре 1371. године (када Угљеша посећује његов гроб, непосредно пред Маричку битку). Сахрањен је у Хиландару. Његову област наследио је Угљеша, најпре са титулом великог војводе, а потом и са деспотском титулом.